# Panda (rivière, affluent de la Lufira)
Pour les articles homonymes, voir Panda.
La Panda est une rivière du Haut-Katanga en République démocratique du Congo, et est un affluent de la rivière Lufira à Kapolowe. Elle coule notamment au sud de la ville de Likasi et de sa commune de Panda.